# Moosburg
Moosburg (szlovénül: Možberk) osztrák mezőváros Karintia Klagenfurtvidéki járásában. 2017 januárjában 4513 lakosa volt.

## Elhelyezkedése

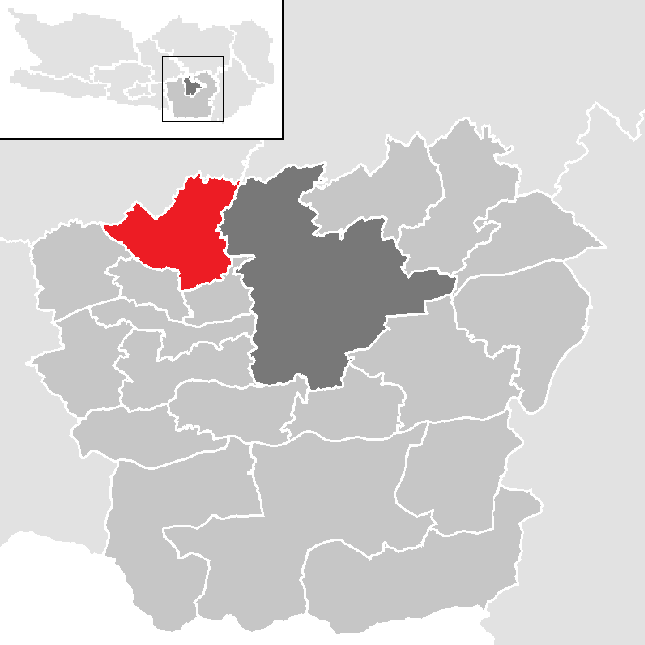
Moosburg a Klagenfurtvidéki járásban

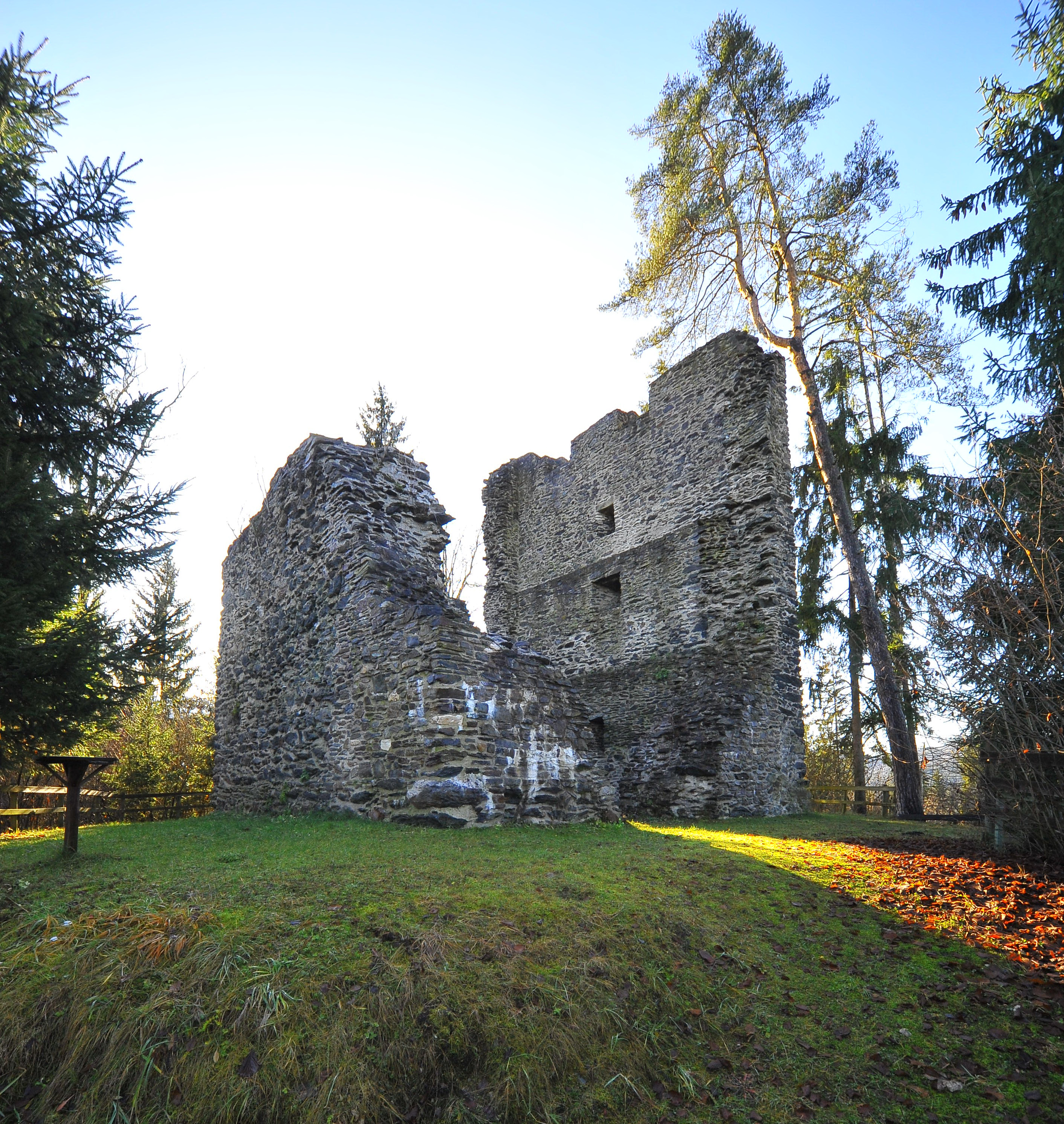
A 9. században épült Arnulf-erőd romjai

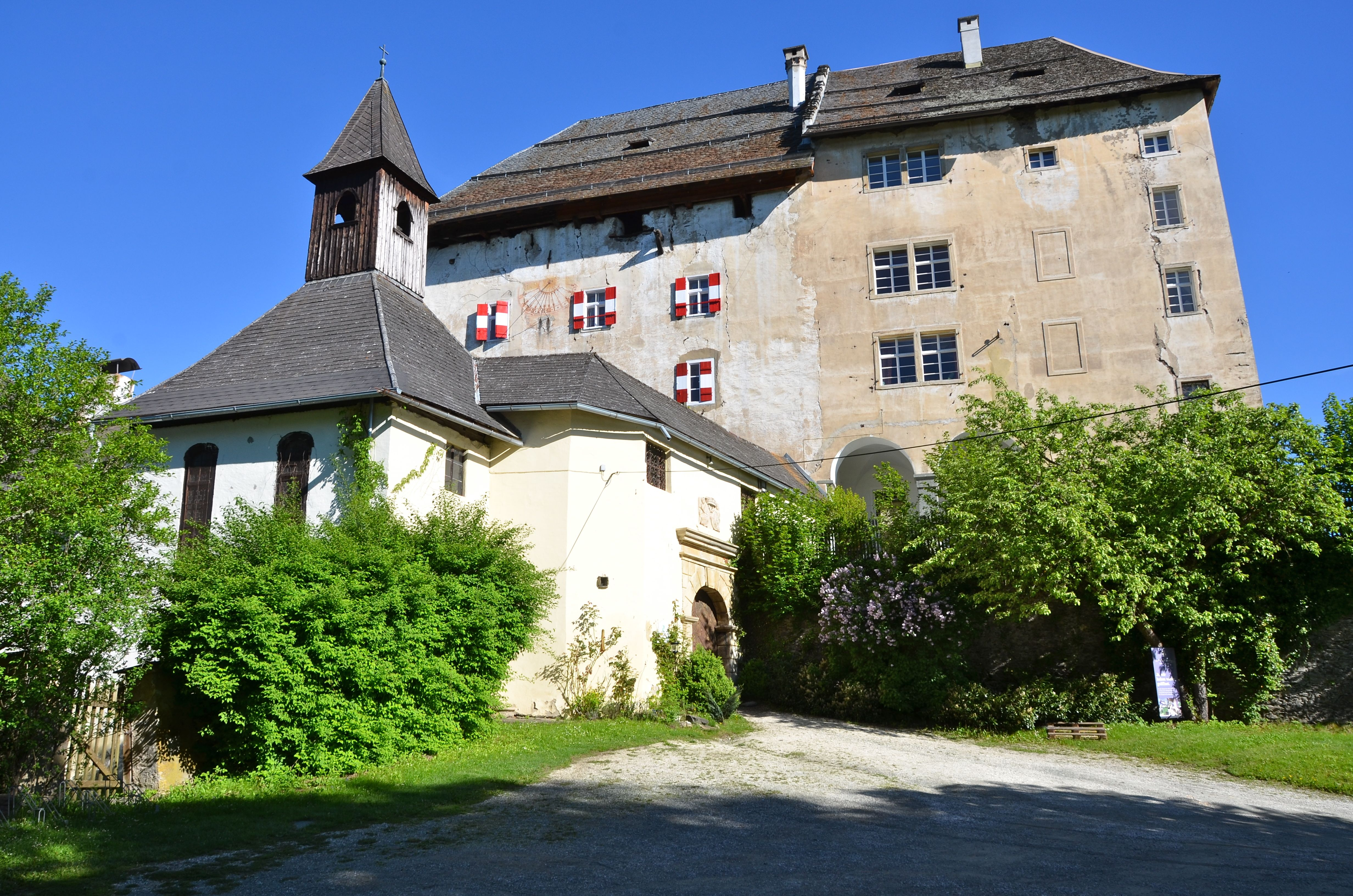
A moosburgi várkastély

Moosburg Karintia déli részén fekszik közvetlenül a tartományi főváros Klagenfurt szomszédságában, a Klagenfurti-medencéhez tartozó Moosburgi-medencében. Legnagyobb folyója a Glan, jelentősebb tavai a Mühlteich, a Mitterteich és a Damnigteich. A tavak egy 207 hektáros természetvédelmi területen, erdős-lápos környezetben fekszenek. Az önkormányzat 8 katasztrális községben 35 falut és egyéb településrészt fog össze.
A környező települések: délre Krumpendorf am Wörthersee, délnyugatra Pörtschach am Wörther See, nyugatra Techelsberg am Wörther See, északnyugatra Feldkirchen in Kärnten, északra Glanegg, keletre Klagenfurt.

## Története
A város neve a "mocsár" jelentésű Moor szó bajor nyelvjárásbeli változatából ered.
A római időkben, közvetlenül Noricum kelta királyságának meghódítása után, i.e. 15 körül utat építettek a Wörthi-tó és a Glan folyó között, a Moosburgi-medencén keresztül. Tigringben egy ásatás során egy római majorság maradványaira, valamint egy lovasszoborra és egy márvány császárszobor fejére bukkantak. St. Peterben szintén márványépítkezés nyomait találták. Több helyi templomot római sírkövekkel dekoráltak.
A 9. században Arnulf karintiai herceg (később keleti frank király) palotát építtetett Moosburgban és uralkodásának vége felé sok időt töltött benne; például itt ünnepelte a karácsonyt 888-ban. Több történész (Salamon Ferenc, Bakay Kornél stb.) a frank birodalmi központ Mosaburgot is Moosburggal azonosítják. 1100 és a 15. század között a von Görz grófok voltak Moosburg hűbérurai, majd a család kihalása után a Habsburgok örökölték meg területeiket. Maga a vár a von Moosburg-családé volt, amely a 15. század közepén férfiágon kihalt: Margaretha von Moosburg Jakob von Ernauhoz ment feleségül, így a birtok az Ernau-házé lett. Ők (feltehetően Georg von Ernau) építették a 16. század közepén a moosburgi várkastélyt. A protestáns család az ellenreformáció miatt 1629-ben kénytelen volt Németországba költözni; a várat és a birtokot Johann Weber von Ehrenthalnak adták el.
A moosburgi községi tanács 1850-ben alakult meg. St. Peter és Tigring 1899-ben önálló községként kiváltak belőle, de az 1973-as közigazgatási reform során ismét egyesítették őket Moosburggal, amely a megszüntetett wölfnitzi önkormányzattól is vett át területet. A község 1997-ben mezővárosi státuszt kapott.
1957 óta SOS Gyermekfalu működik a településen.

## Lakossága
A moosburgi önkormányzat területén 2017 januárjában 4513 fő élt, ami gyarapodást jelent a 2001-es 4463 lakoshoz képest. Akkor a helybeliek 96%-a volt osztrák, 1,4% német állampolgár. 81,3% római katolikusnak, 7,2% evangélikusnak, 8,2% pedig felekezet nélkülinek vallotta magát.

## Látnivalók
- a moosburgi várkastély
- a ratzeneggi várkastély
- a tigringi kastély

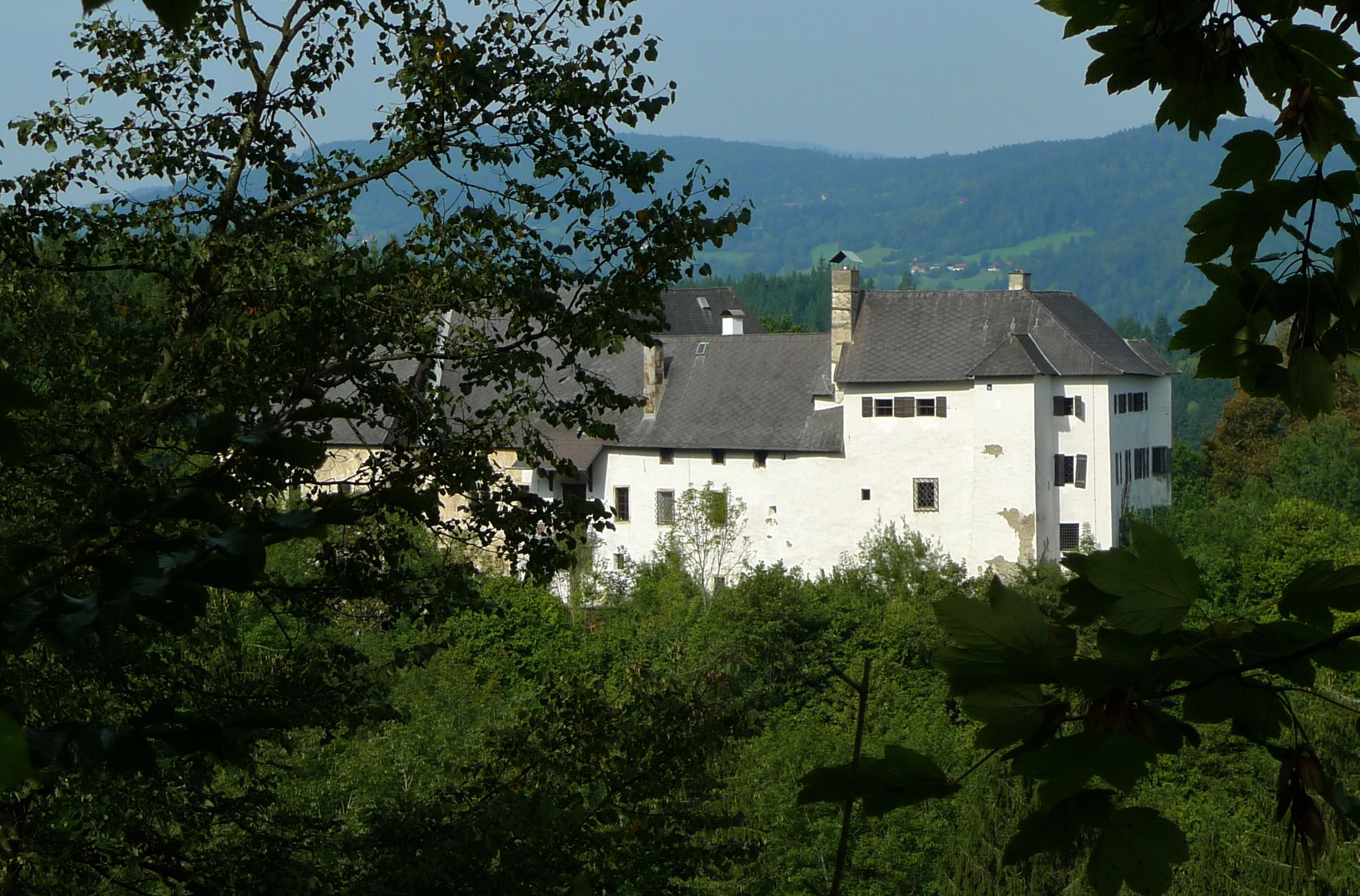
A retzeneggi várkastély

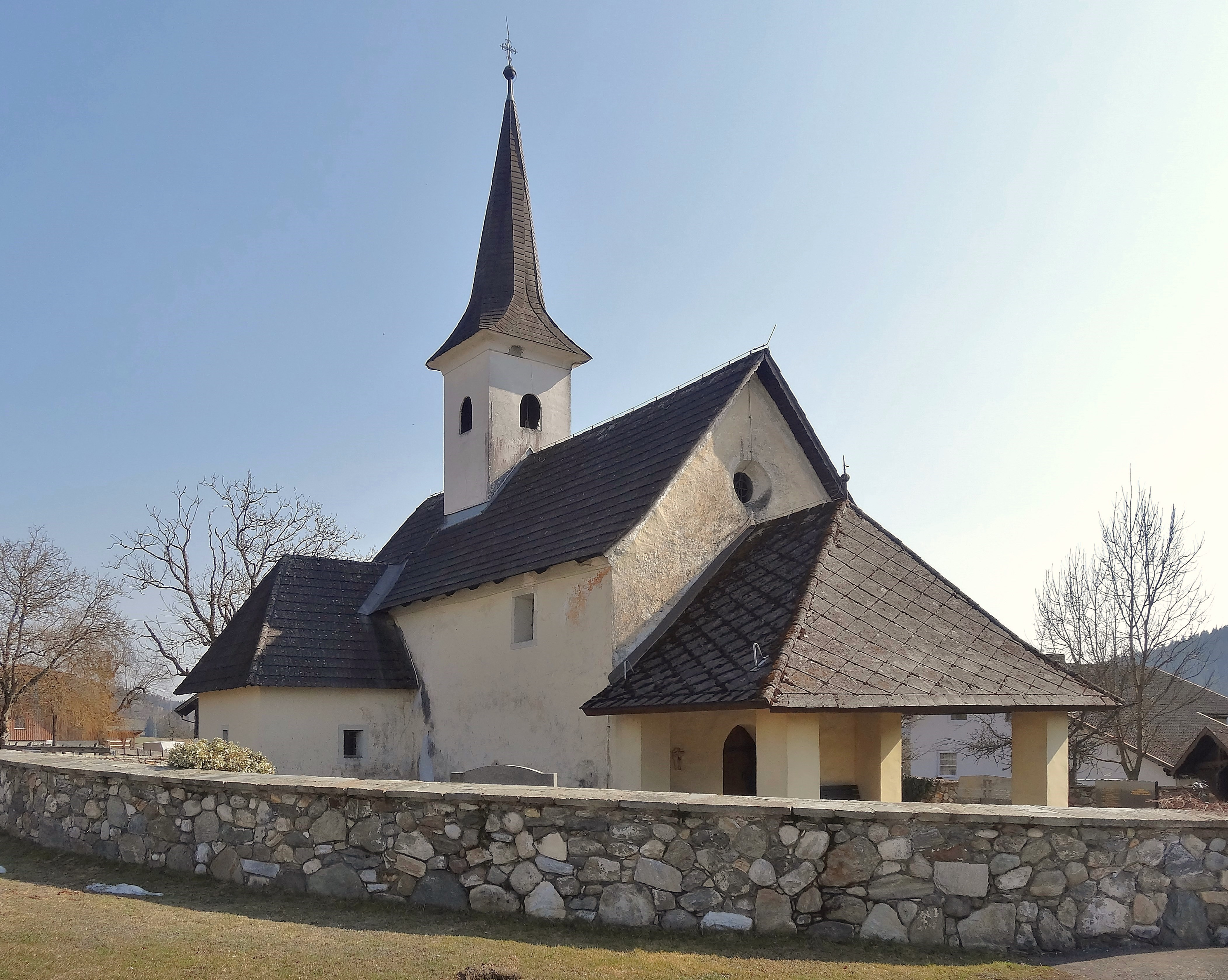
Knasweg temploma

- Hetzelburg várának romjai (az ún. Arnulf-erőd)
- a Karoling-múzeum
- a knaswegi Szt. András és Miklós-templom
- a moosburgi Szt. Mihály és György-plébániatemplom
- a luschenwegi Mária-kápolna
- a tigrini Szt. Egyed-plébániatemplom
- a faningi Szt. Ágnes-templom
- a nußbergi templom

## Testvértelepülések
- Maintal (Németország)
- Moosburg an der Isar (Németország)
- Katerini (Görögország)

## Fordítás
- Ez a szócikk részben vagy egészben  a   Moosburg (Kärnten) című német Wikipédia-szócikk ezen változatának fordításán alapul.  Az eredeti cikk szerkesztőit annak laptörténete sorolja fel. Ez a jelzés csupán a megfogalmazás eredetét és a szerzői jogokat jelzi, nem szolgál a cikkben szereplő információk forrásmegjelöléseként.